# Älmten (Fliseryds socken, Småland)
Älmten är en sjö i Mönsterås kommun i Småland och ingår i Emåns huvudavrinningsområde. Sjön har en area på 0,459 kvadratkilometer och ligger 63 meter över havet. Sjön avvattnas av vattendraget Videbäck. Vid provfiske har bland annat abborre, gers, gädda och mört fångats i sjön.

## Delavrinningsområde
Älmten ingår i det delavrinningsområde (634320-152365) som SMHI kallar för Utloppet av Älmten. Medelhöjden är 73 meter över havet och ytan är 18,28 kvadratkilometer. Det finns inga avrinningsområden uppströms utan avrinningsområdet är högsta punkten. Videbäck som avvattnar avrinningsområdet har biflödesordning 2, vilket innebär att vattnet flödar genom totalt 2 vattendrag innan det når havet efter 30 kilometer. Avrinningsområdet består mestadels av skog (81 %). Avrinningsområdet har 1,24 kvadratkilometer vattenytor vilket ger det en sjöprocent på 6,8 %.

## Fisk
Vid provfiske har följande fisk fångats i sjön:
- Abborre
- Gärs
- Gädda
- Mört
- Sarv